# Johanna Paungger Poppe
Johanna Paungger Poppe (* 10. November 1953 in Walchsee, Tirol) ist eine österreichische Autorin von Esoterik-Ratgebern zu Mondrhythmen und Mondkalendern. Sie leitet Gesundheitsseminare, hält Vorträge zum Thema „Mondeinfluss auf Mensch, Tier und Natur“ und ist Kolumnistin bei der Kronen Zeitung und beim Frauenmagazin Madonna Wien.

## Leben
Johanna Paungger Poppe (geb. Koller) kam als siebtes von 12 Kindern einer Tiroler Bergbauernfamilie zur Welt. 1988 lernte sie den Autor Thomas Poppe kennen, mit dem sie ihr erstes gemeinsames Buch Vom richtigen Zeitpunkt publizierte.
Sie lebt mit ihrem Ehemann und ihren Kindern in White Plains (New York).

## Publikationen
Die Werke von Paungger & Poppe haben sich mehr als 14 Millionen Mal verkauft und wurden in 24 Sprachen übersetzt. Themen des Autorenpaars sind nach eigenen Angaben überlieferte Tiroler Bergbauerntraditionen. Sie beschäftigen sich mit einem angeblichen Zusammenhang von Haarschnitt, Pflanzen von Bäumen, Holzarbeiten oder medizinischen Operationen mit den Mondphasen sowie einem konstruierten Einfluss des Mondstandes im Tierkreis auf diese Tätigkeiten:
- Vom richtigen Zeitpunkt: Die Anwendung des Mondkalenders im täglichen Leben. München: Hugendubel Verlag, 1996. ISBN 3517085375.
- Aus eigener Kraft: Gesundsein und Gesundwerden in Harmonie mit Natur- und Mondrhythmen. München: Goldmann Verlag, 1993. ISBN 3442139724.
- Alles Erlaubt!: Zum richtigen Zeitpunkt; Ernährung und Körperpflege in Harmonie mit Mond- und Naturrhythmen. München: Goldmann, 1998. ISBN 3442169097.
- Die Mondgymnastik: Sanfte Übungen für natürliche Gesundheit im Wellenschlag von Mond- und Naturrhythmen. München: Goldmann, 2003. ISBN 3442165709.
- Der Mond im Haus: Renovieren, Hausbau, Holzverarbeitung zum richtigen Zeitpunkt. München: Goldmann, 2001. ISBN 3442162785.
- Das Mondlexikon: Vom richtigen Zeitpunkt. Kreuzlingen: Hugendubel, 2000. ISBN 3442150728.
- Der lebendige Garten: Gärtnern zum richtigen Zeitpunkt – in Harmonie mit Mond- und Naturrythmen. München: Goldmann, 2004. ISBN 3442170230.
- Fragen an den Mond. München: Goldmann, 2011. ISBN 3442391881.
- Das Tiroler Zahlenrad – Das Geheimnis unserer Geburtszahlen. München: Goldmann, 2010. ISBN 3442170893.
- Das Buch der Lebenschancen. München: Gräfe & Unzer, 2010. ISBN 3833818719.
- Moon Power. München: Goldmann, 2013. ISBN 3442392535.